# A SEED JAPAN
特定非営利活動法人A SEED JAPAN（アシードジャパン）は、（Action for Solidarity, Equality, Environment and Development、略称：ASJ、青年による環境と開発と協力と平等のための国際行動）は、1991年10月に設立された日本の国際青年環境NGOである。2014年4月より特定非営利活動法人化された。

## 概要
1992年、ブラジルのリオデジャネイロで開催された「地球サミット」（環境と開発に関する国際連合会議）へ青年の声を届けるため、世界約50ヶ国70団体が参加して「A SEED国際キャンペーン」が行われた。その日本の窓口として、全国の青年の声をまとめ、国連へ提言書を提出したのが発端である。地球サミット終了後、会員制組織として新たに「A SEED JAPAN」が発足した。
現在は、金融・食・エネルギーなどそれぞれのテーマを扱うプロジェクトに分かれて活動し、環境問題というものに対して様々な視点からアプローチしている。活動フィールドは、サミットから地域社会・野外イベントなど多岐にわたる。
A SEED JAPANは、国境を越えた環境問題とその中に含まれる社会的な不公正に注目し、持続可能で公正な社会を目指しており、大量生産・大量消費・大量廃棄のパターンの変更と、南北間・地域間・世代間の格差をなくしていくことを目的に、未来の世代を担う青年層が主体となり活動を続けている。

## 沿革
| 年   | 月 | 主な出来事 |
| ---- | -- | --- |
| 1990 | 10 | 世界約50ヵ国以上の青年環境団体が参加して「A SEED 国際キャンペーン」が欧米の26ヶ国でスタート。 |
| 1991 | 8  | A SEED国際キャンペーンを日本およびアジア地区に広めるため全米学生環境行動連合（A SEED USA / Student Environmental Action Coalition - SEAC）が羽仁カンタを20日間派遣。                                                 |
| 1991 | 9  | 設立記者会見。日本にて、A SEED JAPAN 発足の呼びかけを行う。 |
| 1991 | 10 | A SEED国際キャンペーンを受け、日本でも青年によって「A SEED JAPANキャンペーン」を設立。キャンペーンの日本の窓口となる。1992年6月までの約9ヶ月間の青年協力キャンペーンと位置づけ5団体6人の共同代表システムでスタート。 |
| 1992 | 6  | ブラジル・リオデジャネイロで開かれた150ヶ国以上の首脳が参加した国連環境開発会議（地球サミット）およびNGOグローバルフォーラムに代表を派遣。                                                                           |
| 1992 | 7  | アイセック日本委員会、模擬国連との共同主催で地球サミット報告会を開催。「A SEED国際キャンペーン」終了。 |

| 年   | 月 | 主な出来事 |
| ---- | -- | --- |
| 1992 | 7  | A SEED JAPANが会員制組織として発足。 |
| 1993 | 3  | 「国際青年環境講演者ツアー」を全国21ヵ所で開催、及び「国際青年環境開発会議」（広島）を主催（12ヵ国約240名参加）。                                                                                 |
| 1993 | 12 | 日本政府の「アジェンダ21国別行動計画」に対する市民修正案の第25章（青年と子どもの役割）の作成を担当し、他のNGOと共に策定に参加。                                                                   |
| 1994 | 8  | 4万人規模の野外コンサート「REGGAE Japansplash'94」（東京FM/日本テレビ主催）において約150人のボランティアを集め「JAPAN's Trash'94・拾って考える日本のゴミ」を開催。                                |
| 1996 | 6  | レスター・ブラウン講演会開催。450人集客。 |
| 1997 | 1  | A SEED JAPAN理事会発足。 |
| 1997 | 12 | 第3回気候変動枠組条約締約国会議（COP3）にて、メディアアピール活動を展開。 |
| 1998 | 1  | A SEED Europeと連携して「ウクライナ原発反対のDICEキャンペーン」を展開、霞ヶ関と国会前でアクションを実施。                                                                                         |
| 1999 | 3  | コーデックス委員会へのダイレクトアクションパレードを幕張メッセにて実施。 |
| 2001 | 8  | 遺伝子組換え食品に対する企業別アンケート実施。 |
| 2001 | 12 | ウェブサイト「エコ就職ナビ」がスタート、環境goo大賞を受賞。 |
| 2002 | 8  | 持続可能な開発に関する世界首脳会議（ヨハネスブルク・サミット）へメンバーを派遣、ダイレクトアクションを実施。                                                                                      |
| 2003 | 3  | 世界水フォーラム（大阪・京都・滋賀）にて水道サービスの民営化に反対するダイレクトアクションを実施。                                                                                                |
| 2004 | 1  | 「エコ貯金フォーラム～貯金を変えれば社会が変わる～」を開催。120人集客。 |
| 2004 | 5  | セミナー「100円ショップの謎を追え！～その構造と自由貿易の問題～」を開催。 |
| 2004 | 10 | 環境博覧会すぎなみの一環として「エコ就職シンポジウム2004」を企画・運営。 |
| 2005 | 12 | WTO閣僚級会合（中国・香港）にメンバーを派遣。 |
| 2006 | 12 | 金融CSRを推進する活動として、環境・社会配慮の視点で金融機関を選ぶ「エコ貯金宣言」の収集を行い、総額4億円を超える宣言を集める。投資業界に対する政策提言「SRIファンドは本当にエコなのか？」を発表。 |
| 2007 | 5  | アジア開発銀行（ADB）年次総会において、化石燃料から自然エネルギーへの転換を求めるパフォーマンスを実施。                                                                                           |
| 2007 | -  | 環境・社会問題を音楽活動を通じて社会に伝えているアーティスト情報を掲載したウェブサイト「Eco & Peace Music Index」を開設。                                                                         |
| 2008 | 3  | Japan Youth G8 Projectと共催で「持続可能な社会のための日本青年サミット/Japan Youth Forum Toward G8 Summit ～for Sustainable Society～」を開催。                                                   |
| 2008 | 7  | 第34回主要国首脳会議（洞爺湖サミット）直前に、異なる団体形態・イシューを扱うユース団体と世界青年フォーラムを開催、政府担当者とのダイアログを実施。                                                |
| 2008 | -  | 「G20気候変動、クリーンエネルギー及び持続可能な開発に関する対話」において世界のCO2排出量を2015年までにピークアウトするように求めるダイレクトアクションを実施。                                    |
| 2008 | -  | 京都議定書の発効期間開始に合わせたライブイベント「Tokyo Cool Night ～CO2を封鎖せよ（G8サミットNGOフォーラム主催）」を制作・企画協力。                                                             |
| 2010 | 5  | 「全国アクション・キックオフ！生物多様性の損失の要因をゼロに！〜みんなでゼロを作ろう〜」を実施（エコ・リーグと共同開催）。                                                                        |
| 2010 | 9  | 「ケータイとゴリラのつながりとは？〜採掘が生物多様性とヒトにもたらすもの〜」を開催。 |
| 2010 | 10 | 生物多様性条約第10回締約国会議（COP10）へ活動メンバー60名を派遣し、アクション・提言活動を実施「COP10重要論点フォーラム〜これだけは譲れない！ユースの視点」を開催。                                |
| 2011 | 3  | 「Alternative Youth Meeting 2011 経済革命NOW！フォーラム グリーンジョブで実現する未来ある行き方と経済システム」を開催。                                                                           |
| 2011 | 10 | 都市銀行・地方銀行・主要信用金庫・労働金庫へのCSR全般をテーマ とした公開質問状の結果を公開。 |
| 2011 | 11 | 携帯電話の白ロム化（リユース）の為、エコプロダクツ2011での実験的回収を開始。 |
| 2012 | 2  | 「米金融規制改革法と紛争鉱物の日本企業への影響～Enough Project の狙いと今後～」を開催。 |
| 2012 | 6  | ブラジル・リオデジャネイロで開催された「国連持続可能な開発会議」（リオ+20）に参加 ポジションペーパーを発行。                                                                                      |
| 2012 | 11 | マレーシアNGOツアー実施（Caring for the Future Foundation Japanと共同）。 |

| 年   | 月 | 主な出来事                                                                                            |
| ---- | -- | --- |
| 2014 | 10 | 「エシカルな鉱物・金属調達に関する公開質問状2014」の結果を公開。                                      |
| 2014 | 12 | Finance Guide Japanのウェブサイトをオープン 記念セミナーを開催し、NPO・金融機関関係者80名以上が参加。 |
| 2015 | 3  | 「再エネ×金融×電力自由化」シンポジウムを開催 カナダ・ドイツの事例と日本の政策を比較。                 |
| 2015 | 5  | 第3回日経ソーシャルイニシアチブ大賞国際部門ファイナリストに選出。                                     |

## 代表的な活動
- エコ貯金（活動期間：2003年 - 現在[いつ?]）
「わたしたちの預金が環境破壊や戦争、人権侵害を助長する事業に使われている」という問題に着目し、社会や環境に配慮した事業に融資している銀行を選んでお金を預ける「エコ貯金」を広める活動を行っている。日本のメガバンクへの働きかけも行い、その動きが日経新聞にも掲載される[要出典]等メディアでも注目を集めた[独自研究?]。2010年10月には全国銀行協会が「クラスター爆弾製造を目的とした事業に対しての投融資を禁ずること」を申し合わせるまでに至った。2014年にはスウェーデン国際開発協力庁（sida）の助成を受け、国際プロジェクトFair Finance Guide日本版を発足。国内大手銀行の投融資方針について、社会性の観点から15テーマ、のべ273項目にわたる格付けを行い、ウェブサイトを通じて銀行にメッセージを送ることができる仕組みとなっている。
- ごみゼロナビゲーション（活動期間：1994年 - 2013年）
フジロックフェスティバルやサマーソニックなど年間20本以上のイベントで展開。オリジナルごみ袋の配布やエコアクションブースの出展、ごみを捨てに来た人をナビゲートし自身で分別してもらう「ごみの分別ナビゲート」など来場者参加型の環境対策活動を実施。年間1500人以上のボランティアが参加。2014年にNPO法人iPldgeとして独立した。
- ケータイゴリラ（活動期間：2008年 - 2015年）
「わたしたちの携帯電話がアフリカに暮らす人びととゴリラを傷つけている」という問題に着目し、ゴリラ保護と国内資源の有効活用を求めて誕生した。これまでに16,000台以上の使い終わった携帯電話を回収し、そのリサイクル・リユースの収益をゴリラの保護団体である国際ゴリラ保全計画（英語版）（IGCP）とポレポレ基金に、総額約170万円の寄付を行った。
- 生物多様性の利用をフェアに！（活動期間：2009年 - 2012年）
生物多様性条約第10回締約国会議（COP10）に向けて発足したプロジェクト。COP10に向けてほぼ全ての交渉に参加し、各国政府代表団への政策提言を行った。その活動は社会的にも注目され[独自研究?]副大臣級会合への参加が実現。最終的には生物多様性の保全に資する公平な利益配分の実現を目指した名古屋議定書が採択されるに至った。

## 関わりのある団体
- エコ・リーグ（全国青年環境連盟）[注釈 2]
ASJが設立に関わる。環境に取組む青年・学生団体のネットワーク。合宿形式で若者がワークショップやトレーニングなどを体験する「ギャザリング」は全国規模で年1回、東北・関東・関西などの各地域でそれぞれ1，2回程度行っている。
- iPledge[注釈 3]
ごみゼロナビゲーションチームがASJから独立して設立された団体。若者が中心となって社会に働きかけるための様々な活動を行う。
- ezorock[注釈 4]
北海道チームがASJから独立して設立された団体。若者が中心となって北海道の地域課題の解決に向けた様々な事業を展開する。
- コミュニティ・ユース・バンクmomo[注釈 5]
ASJが支援して設立された日本初の青年によるNPOバンク。市民による市民のための金融システムとして、東海地方を中心に持続可能な地域をつくる取り組みに融資している。

## 書籍
- おカネで世界を変える30の方法[注釈 6]